# Jean Marie Van Cauwenbergh
Jean Marie François Henri Ghislain Van Cauwenbergh, auch Joannes van Cauwenbergh, (* 28. März 1879 in Lier, Flandern; † 14. April 1950) war ein belgischer römisch-katholischer Geistlicher und Weihbischof in Mechelen.

## Leben
Jean Marie Van Cauwenbergh trat 1899 in das Große Seminar von Mechelen ein. Am 20. September 1902 empfing er die Priesterweihe. 1902 wurde er in thomistischer Philosophie promoviert. 1905 beendete er ein Studium der Theologie in Löwen. 1911 wurde Van Cauwenbergh Vizerektor der Katholischen Universität Löwen sowie am 7. Oktober 1911 Kanoniker der Kathedrale von Mecheln. 1918 wurde er Pfarrer von Sint Pieter in Löwen; 1920 erfolgte die Ernennung zum Generalvikar. Am 16. Dezember 1920 wurde er zum Päpstlichen Hausprälaten ernannt.
Papst Pius XI. ernannte ihn am 19. Dezember 1930 zum Titularbischof von Synaus und Weihbischof in Mechelen. Der Erzbischof von Mechelen Jozef-Ernest Kardinal Van Roey spendetete ihm am 11. Februar 1931 die Bischofsweihe; Mitkonsekratoren waren Louis Joseph Legraive, Weihbischof in Mechelen, und Bischof Paulin Ladeuze, Rektor der Katholischen Universität Löwen.

## Ehrungen
- Ernennung zum Päpstlichen Kammerherren durch Papst Pius X. (1912)
- Ernennung zum Päpstlichen Hausprälaten durch Papst Benedikt XV. (1920)
- Offizier des Leopoldsorden